# Jardim zoológico

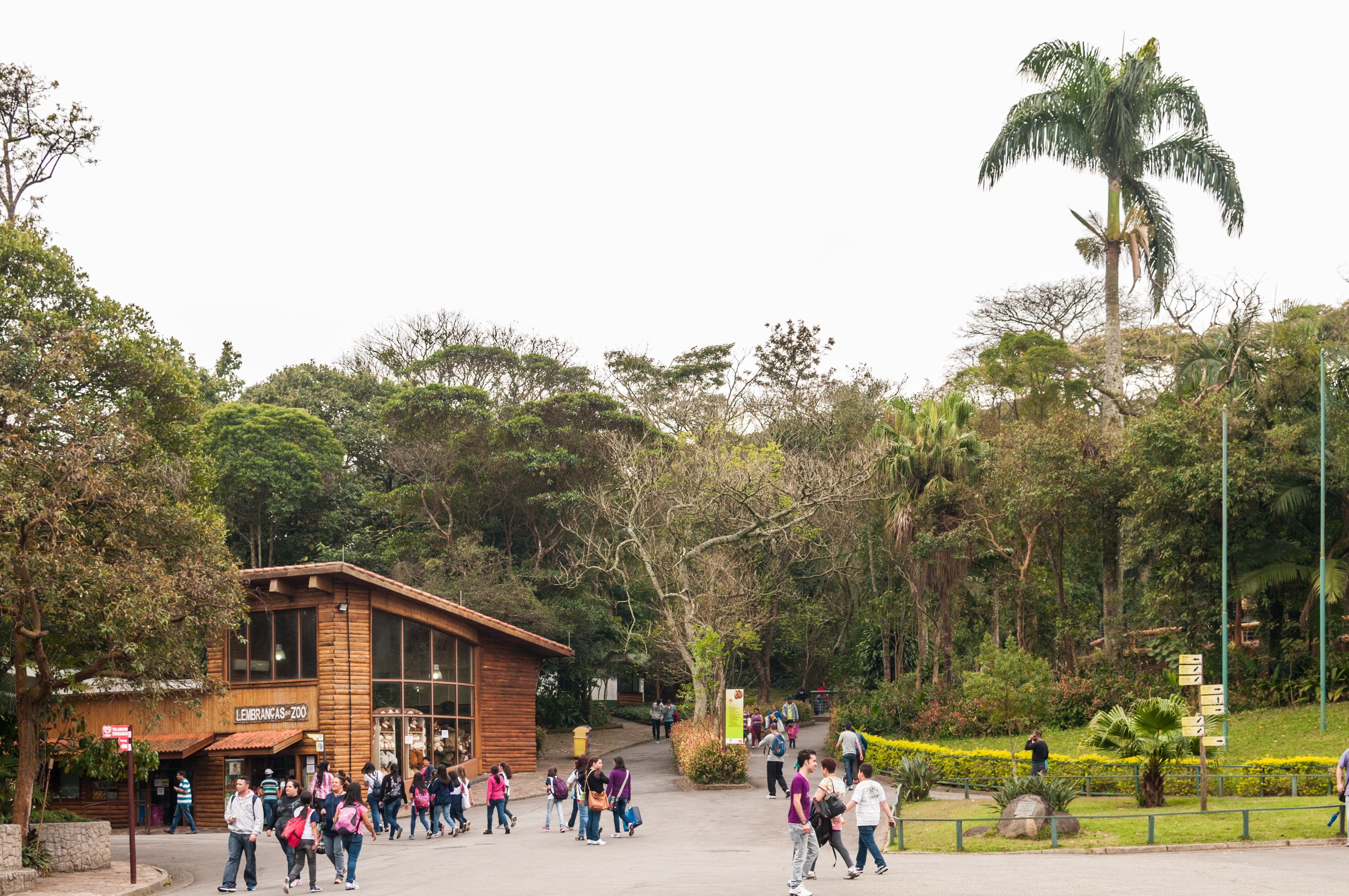
O Zoológico de São Paulo é um dos maiores do mundo.

Um jardim zoológico, também chamado de zoológico ou simplesmente zoo (FO 1943: zôo), é um local específico para se manter animais selvagens que podem ser exibidos ao público. Nele, existem profissionais especializados, como veterinários, biólogos e zootecnistas, que cuidam da alimentação, da ambientação dos recintos, da saúde mental e física dos animais, entre muitas outras atividades. Os atuais zoológicos podem ser considerados como uma continuidade histórica das antigas ménageries reais da Europa.
Os zoológicos atuam visando ao bem-estar dos seus animais, utilizando métodos de enriquecimento ambiental e condicionamento animal e têm, como principal objetivo, a conservação destas espécies em vida livre. Este objetivo é alcançado por meio da educação ambiental, pesquisa científica, reprodução de espécies ameaçadas de extinção para reintrodução e recebimento e recuperação de animais vítimas de tráfico, atropelamento, queimada etc.

## História
Os seres humanos criam animais em cativeiro há pelo menos 25 000 anos. Os primeiros animais mantidos em cativeiro de que se tem registro talvez tenham sido os pombos, há 6 500 anos, no Iraque.
A primeira coleção de animais foi provavelmente feita pelos egípcios, há mais de 4 000 anos, e possuía 100 elefantes, 70 felinos e milhares de outros mamíferos.
Foi fundado na China um enorme zoológico chamado de Jardins da Inteligência, há 3 000 anos.
Os primeiros zoológicos eram coleções particulares, geralmente de reis. O zoológico de Paris, depois da Revolução Francesa, foi aberto ao público. No passado, os animais eram treinados (adestrados) para se exibirem ao público, mas isso raramente acontece nos dias atuais. Mas as primeiras coleções de zoológicos na Europa foram exibidas pelos gregos, a partir do séc. IV a.C, sendo que por volta dos meados dos anos de 1700, todas as maiores cidades europeias possuíam coleções zoológica.

## Modernização
A mudança de atitude e da mentalidade das pessoas com os avanços da tecnologia, entre outros fatores, está fazendo com que os zoológicos fiquem mais sofisticados.
Os zoológicos modernos têm contado com o apoio técnico de profissionais das mais diversas áreas como biólogos, veterinários e zootecnistas.
Espaços novos são projetados para simular o habitat natural. Além de favorecer o bem-estar do animal, eles podem ser usados para se aprender os costumes naturais do mesmo, pois, simulando a natureza, o animal terá reações naturais. Faz-se a combinação de espécies, vegetação, temperatura e umidade. A comida fica oculta para estimular os animais a procurá-la como fariam se estivessem em meio selvagem.

## Objetivos
Os zoológicos possuem vários objetivos, dentre os quais estão o lazer, a pesquisa, a preservação e educação ambiental.

### Educação
Como a urbanização, acabou afastando as pessoas do contato com a natureza selvagem, automaticamente diminuiu o contato com os animais. Os zoológicos possibilitam que as pessoas entrem em contato com alguns animais que nunca veriam na natureza, buscando despertar a atenção das pessoas para a conservação das espécies em meio natural.

### Saúde
A saúde dos animais é muito importante, por isso é de extrema significância que eles sejam incentivados a se comportarem como se estivessem soltos em meio selvagem, através de estímulos, como brinquedos que simulem atividades na natureza, ou proporcionando-lhes atividades para a alimentação mais natural (pôr vegetais presos no fundo do lago para peixes-bois, por exemplo, e não simplesmente dá-los aos animais), e um cativeiro com ambiente enriquecido, buscando parecer-se o mais próximo possível com o seu ambiente natural. Caso esses estímulos não ocorram, os animais se entediam e podem entrar em depressão ou deixar de agir normalmente (comportamento estereotipado).

### Preservação
Com o avanço científico e tecnológico, a poluição e o desmatamento aumentaram drástica e desenfreadamente, afetando o habitat de muitas espécies. Por esta razão, para algumas espécies não é mais possível viver na natureza, pois seu habitat já foi devastado e suas populações dizimadas. A única forma de evitar sua total extinção é ter alguns indivíduos em cativeiro. Algumas espécies já conseguiram reproduzir-se em cativeiroː em poucos casos, há como fazer a reintrodução desses indivíduos na natureza depois de um período de adaptação, mas infelizmente muitas espécies não são capazes de serem reintroduzidas.

### Pesquisa
Uma das funções dos zoológicos deveria ser a fomentação da pesquisa sobre biologia, fisiologia e comportamento animais. Há desenvolvimento de pesquisas, como por exemplo testes para gravidez de rinocerontes, tratamento de doenças, inseminação artificial e rastreamento de animais na natureza. Tudo isso ajuda na reprodução e também no aprendizado sobre seus estilos de vida, ajudando em sua preservação.
No Brasil, os fins da educação e da pesquisa estiveram no cerne dos zoológicos desde a lei nº 7.173, de 1983 pela qual “considera-se jardim zoológico qualquer coleção de animais silvestres mantidos vivos em cativeiro ou em semi-liberdade e expostos à visitação pública” para “atender a finalidades sócio-culturais e objetivos científicos”. As atualizações à lei trazidas pela Instrução Normativa IBAMA nº 07, de 2015, e pela Resolução CONAMA nº 498, de 2018 reforçam o papel de conservação da fauna que zoológicos devem exercer.

## Críticas
Defensores do bem-estar dos animais costumam criticar a moralidade da existência dos zoológicos, argumentando que estes seriam prisões de animais, onde estes viveriam em condições degradantes. Segundo estes críticos, os mesmo objetivos de educação ambiental dos zoológicos poderiam ser atingidos de uma maneira menos violenta para os animais, como através de santuários ecológicos sem grades.

## Maiores zoológicos do mundo
Os maiores zoológicos do mundo são:
- The Wilds, em Ohio, nos Estados Unidos (40 quilômetros quadrados - 10 000 acres).[4]
- Monarto Zoo, próximo a Adelaide, na Austrália (10 km²).[5]
- de Harbin, na China (8,5 km²).[6]
- Dalian Forest Zoo, na China (7,2 km²).
- San Diego Wildlife Park, nos Estados Unidos (7 km²).
- Arignar Anna Zoológico, em Vandalur, na Índia (5,2 km²)
- Jardim zoológico de São Paulo, no Brasil (824 529 m²).[7]